# Río Baztán
El río Baztán (del euskera: Baztan) es la cabecera del río Bidasoa. Está situado en la Comunidad Foral de Navarra, España. Recibe este nombre cuando atraviesa los valles de Baztán y Bertizarana, en el trayecto comprendido entre su nacimiento en Errazu y la unión con el río Galbaraialde en Santesteban, a partir de este punto pasa a denominarse río Bidasoa.

## Descripción
Se forma por la confluencia del arroyo Izpegi en las cercanías del puerto de Izpegi y el barranco Istaúz situado en la ladera del monte Autza. Mide 26,8 kilómetros de largo entre Errazu y Santesteban, donde pasa a llamarse Bidasoa al unirse con el corto río Galbaraialde, siendo este la unión del río Ezkurra con el Ezpelura.

## Recorrido
Nace cerca de Errazu, pasa por Elvetea, Elizondo, Lecároz, Irurita, Arráyoz, Oronoz-Mugaire, Oyeregui, Narbarte y Legasa hasta unirse con el río Galbaraialde en Santesteban y a partir de ahí se denomina río Bidasoa.

## Inundaciones
El 2 de junio de 1913, como consecuencia de las intensan lluvias, se produjo el desbordamiento del río, produciéndose importantes daños materiales en las localidades ribereñas y la muerte de varias personas. El 4 de julio de 2014, más de 100 años después, volvieron a producirse inundaciones por motivos similares.